# Johann Martin Schleyer
Johann Martin Schleyer (Oberlauda, 18 luglio 1831 – Costanza, 16 agosto 1912) è stato un glottoteta, presbitero cattolico tedesco, inventore della lingua ausiliaria internazionale volapük.

## Biografia
Ordinato sacerdote nel 1856, dal 1867 al 1875 fu parroco a Krumbach (oggi parte di Sauldorf), e qui venne arrestato e tenuto in carcere per quattro mesi nel 1875 per aver predicato contro l'ideologia socialista. Dal 1875 al 1885 fu parroco nella parrocchia dei SS. Pietro e Paolo a Litzelstetten (Costanza): in seguito scrisse che i primi sette anni di quest'ultimo periodo furono fra i più felici della sua vita.
Secondo il suo stesso racconto, il progetto di una lingua ausiliaria internazionale gli venne dalla lamentela di uno dei suoi parrocchiani, un contadino semianalfabeta il cui figlio era emigrato in America ma non poteva essere più raggiunto per posta poiché le Poste degli Stati Uniti non riuscivano a leggere la scrittura del padre, che per questo problema non poteva neanche ricevere sostegno economico. Schleyer ebbe quindi l'idea di comporre un alfabeto che servisse per la scrittura di tutte le lingue; ma quella notte fece un sogno, nel quale Dio gli suggeriva di inventare non un alfabeto internazionale, ma una vera e propria lingua ausiliaria internazionale.
All'epoca era anche redattore del periodico Sionsharfe ("Arpa di Sion"), dedicato principalmente alla poesia religiosa cattolica; qui pubblicò nel maggio del 1879 un articolo sulla lingua volapük che venne seguito da un libro completo nel 1880. La lingua si diffuse largamente e sorsero circoli in tutta Europa; nel 1885 Schleyer si ritirò dai suoi impegni pastorali per motivi di salute, ma continuò l'attività nel movimento per il volapük finché questo non si scisse alcuni anni dopo.
Una campagna per la beatificazione di Schleyer è stata avviata nel 2001 nella sua parrocchia di Litzelstetten.
Suo fratello era bisnonno di Hanns-Martin Schleyer, presidente dell'associazione degli imprenditori tedeschi, che fu sequestrato e in seguito assassinato dall'organizzazione terroristica Rote Armee Fraktion (RAF) nel 1977.